# Armoriale dei comuni del Lot
Questa pagina contiene le armi (stemma e blasonatura) dei comuni del dipartimento del Lot

## B
| Stemma | Nome del comune e blasonatura |
| ------ | --- |
|        | Béduer D'or aux trois fasces d'azur, au franc-canton d'argent, chargé d'un château de trois tours de gueules (d'oro, a tre fasce d'azzurro; al canton franco d'argento, caricato di un castello di tre torri di rosso) |

## C
| Stemma | Nome del comune e blasonatura |
| ------ | --- |
|        | Cahors De gueules, au pont d'argent maçonné de sable posé sur des ondes aussi d'argent, chargé de cinq tours couvertes du même maçonnées et ajourées de sable, sommées de cinq fleurs de lis d'or rangées en chef (di rosso, al ponte d'argento, murato di nero, posato su onde pure d'argento, caricato di cinque torri coperte dello stesso, murate e aperte di nero, cimate da cinque gigli d'oro ordinati in capo) |
|        | Cajarc D'azur au château d'or donjonné de deux tours du même, ouvert du champ, les donjons sommés chacun d'une croisette de sable, accosté de deux alérions d'argent (d'azzurro, al castello d'oro, torricellato di due torri dello stesso, aperto del campo, le torri cimate ciascuna da una crocetta di nero, accostato da due alerioni d'argento)                                                                   |
|        | Calvignac Écartelé : au premier et au quatrième d'or à trois bandes de gueules, au deuxième et au troisième à cinq points d'argent équipolés à quatre de gueules (inquartato: nel 1º e 4º d'oro, a tre bande di rosso; nel 2º e 3º a cinque punti d'argento equipollenti a quattro di rosso) |
|        | Capdenac-le-Haut De gueules au château donjonné de trois tours d'or ouvert, ajouré et maçonné de sable, la tour du milieu plus élevée et les tours des flancs couvertes d'argent (di rosso, al castello torricellato di tre torri d'oro aperto, finestrato e murato di nero, la torre centrale più elevata e quelle laterali coperte d'argento)                                                                        |
|        | Carennac Échiqueté d'or et d'azur de six tires, au franc-quartier de sable (scaccato d'oro e d'azzurro di sei tiri; al quartier franco di nero) |
|        | Castelnau-Montratier De sable au château à trois tours d'argent, celle du milieu plus élevée, maçonné, coulissé et ajouré du champ (di nero, alla porta d'argento sormontata da tre torri dello stesso) |
|        | Cazillac D'or à deux lions (ou lionceaux) rampants de gueule à bordure de sinople chargée de huit besants d'or (d'oro, a due leoni (o lioncelli) di rosso; alla bordura di verde caricata di otto bisanti d'oro) |
|        | Cornac De gueules à l'étoile d'or, accompagnée de trois cornets d'argent (di porpora, alla stella d'oro, accompagnata da tre corni d'argento) |
|        | Cressensac Burelé d'argent et de sinople de dix pièces, chaque burèle d'argent chargée d'une étoile de gueules, au chef coticé d'or et de gueules de douze pièces (burellato d'argento e di verde di dieci pezzi, ogni burella d'argento caricata di una stella di rosso; al capo cotissato d'oro e di rosso di dodici pezzi)                                                                                          |

## D
| Stemma | Nome del comune e blasonatura |
| ------ | --- |
|        | Duravel De gueules à la couronne fermée d'or, au chef cousu d'azur chargé de trois fleurs de lys aussi d'or (di rosso, alla corona chiusa d'oro; al capo cucito d'azzurro, caricato di tre gigli pure d'oro) |

## F
| Stemma | Nome del comune e blasonatura |
| ------ | --- |
|        | Figeac D'azur à la croix d'argent (d'azzurro, alla croce d'argento)                                                                                            |
|        | Fons De sable au four d'argent, de la bouche duquel sortent des flammes de gueules (di nero, al forno d'argento, dalla cui bocca escono delle fiamme di rosso) |

## G
| Stemma | Nome del comune e blasonatura |
| ------ | --- |
|        | Gourdon D'azur au château de trois tours d'argent, maçonné de sable, sur un rocher de sept coupeaux de sinople, accompagné à dextre du chef d'une étoile d'or (d'azzurro, al castello di tre torri d'argento, murato di nero, su una roccia di sette cime di verde, accompagnato a destra del capo da una stella d'oro) |
|        | Gramat Écartelé : au premier et au quatrième d'azur au château de trois tours d'or maçonné de sable, au deuxième et au troisième de gueules au lion d'or (inquartato: nel 1º e 4º di rosso, al castello di tre torri d'oro murate di nero; nel 2º e 3º d'argento, al leone coronato d'azzurro)                          |

## L
| Stemma | Nome del comune e blasonatura |
| ------ | --- |
|        | Labastide-Marnhac D'azur à la bande d'argent accostée de deux cotices d'or, à la bordure cousue de gueules chargée de huit rocs d'échiquier aussi d'argent D'azzurro, alla banda d'argento, accostata da due cotisse d'oro; alla bordura cucita di rosso, caricata di otto rocchi di scacchiere pure d'argento. |
|        | Labastide-Murat Coupé : au premier d'azur, à l'aigle romain d'or empiétant un foudre du même, la tête contournée ; au second parti, au I d'or au cheval cabré contourné de sable, et au II d'or aux trois jambes pliées contournées de carnation posées en pairle et aboutées à une tête humaine du même (triquètre sicilien) Troncato: nel 1º d'azzurro, all'aquila romana d'oro impugnante un fulmine dello stesso, la testa rivoltata; nel 2º partito: in I d'oro, al cavallo inalberato rivoltato di nero (Napoli); in II d'oro, alla trinacria di Sicilia |
|        | Lacapelle-Marival De gueules à la chapelle d'argent (di rosso, alla cappella d'argento) |
|        | Luzech Écartelé : aux 1er et 4e d'argent au griffon d'azur, armé et lampassé de gueules ; aux 2e et 3e d'azur au croissant d'argent (inquartato: nel 1º e 4º d'argento, al grifone d'azzurro, armato e lampassato di rosso; nel 2º e 3º d'azzurro, al crescente d'argento) |

## M
| Stemma | Nome del comune e blasonatura |
| ------ | --- |
|        | Marcilhac-sur-Célé D'azur au marteau d'armes d'argent (D'azzurro, al martello d'armi d'argento) |
|        | Martel De gueules à trois marteaux d'or, les deux du chef contournés (Di rosso, a tre martelli d'oro, quelli in capo rivoltati) |
|        | Montcuq D'azur aux trois tours d'argent maçonnées de sable, posées sur un mont de gueules mouvant de la pointe, au chef cousu parti aussi d'azur chargé d'une fleur de lys d'or et aussi de gueules chargé d'une croisette cléchée, vidée et pommetée de douze pièces aussi d'or (D'azzurro, a tre torri d'argento murate di nero, poste su un monte di rosso, movente dalla punta; al capo cucito partito pure d'azzurro, caricato di un giglio d'oro, e pure di rosso, caricato di una crocetta a chiave, vuota e pomettata di dodici pezzi pure d'oro) |
|        | Montfaucon De sinople aux trois fleurs de lys d'argent mal ordonnées (Di verde, a tre gigli d'argento, male ordinati) |

## P
| Stemma | Nome del comune e blasonatura |
| ------ | --- |
|        | Puy-l'Évêque D'azur à la nef des nautonniers du Lot de trois mâts d'argent (d'azzurro, alla nave dai naviganti del Lot di tre alberi d'argento) |
|        | Payrac de gueules à la fasce d'argent chargée de trois fleurs de lis d'azur (di rosso, alla fascia d'argento, caricata di tre gigli d'azzurro)  |

## R
| Stemma | Nome del comune e blasonatura |
| ------ | --- |
|        | Rocamadour De gueules aux trois rocs d'échiquier d'argent, au chef cousu d'azur chargé de trois fleurs de lys d'or (di rosso, a tre rocchi di scacchiere d'argento; al capo cucito d'azzurro caricato di tre gigli d'oro) |

## S
| Stemma | Nome del comune e blasonatura |
| ------ | --- |
|        | Saint-Céré D'azur à la tour d'argent accompagnée de sept croissants d'or, trois rangés en pal à chaque flanc et un en pointe (d'azzurro, alla torre d'argento, accompagnata da sette crescenti d'oro, tre ordinati in palo a ciascun fianco e uno in punta)                                                                                               |
|        | Salviac D'argent à la croix de gueules, cantonnée de quatre têtes d'aigle de sable (d'argento, alla croce di rosso, accantonata da quattro teste d'aquila di nero) |
|        | Souillac D'or au chevron d'azur, accompagné en pointe d'une hure de sanglier de gueules, allumée et défendue d'argent (d'oro, allo scaglione d'azzurro, accompagnato in punta da un grugno di cinghiale di rosso, illuminato e difeso d'argento) |
|        | Saint-Cirq-Lapopie D'azur au château de trois tours en silhouette d'or, la tour du milieu plus haute ajourée de sable, brochant sur le tiers supérieur d'un besant aussi d'or en pointe (d'azzurro, al castello di tre torri d'oro, la torre di mezzo più alta e finestrata di nero, attraversante sul terzo superiore di un bisante pure d'oro in punta) |